# Індриксоне Байба
Байба Індриксоне (латис. Baiba Indriksone; 22 лютого 1932, Рига — 14 травня 2024) — радянська і латвійська акторка театру і кіно. Офіцер Ордена Трьох зірок IV ступеня (Латвія, 2007).

## Біографія
Народилася 22 лютого 1932 р. Закінчила театральний факультет Латиської консерваторії (1952).
Дебютувала у кіно 1949 р. в фільмі реж. Юлія Райзмана «Райніс». Знялася у низці фільмів українських кіностудій.
Актриса Латвійського Національного театру та Ризького камерного театру. Брала участь у постановках Нового Ризького театру. Виступала із авторськими концертними програмами.
Вдова режисера Ризької кіностудії Олександра Лейманіса. Син — балетмейстер Айварс Лейманіс.

## Фільмографія
- «Райніс» (1949, Абеліте)
- «До нового берега» (1955)
- «Причини та наслідки» (1956, к/м)
- «Син рибалки» (1957, Марта)
- «Сильні духом» (1967)
- «Армія „Плиски“ знову в бою» (1968, Габріелла-Велта )
- «Слуги диявола» (1970, Лене (озвучує Любов Тищенко)
- «Слуги диявола на чортовому млині» (1972, Лене (озвучує Любов Тищенко)
- «Подарунок самотній жінці» (1973)
- «У лещатах чорного раку» (1975, герцогиня (озвучує Галина Стеценко)
- «Театр» (1978, епізод)
- «Відкрита країна» (1978, мати Діми)
- «Незавершена вечеря» (1979, дружина Пера Монссона)
- «Лімузин кольору білої ночі» (1981, Оліта Спресліня)
- «Таран» (1982, коханка Роберта, хазяйка «Волги»)
- «Сад з привидом» (1983, Мірдза)
- «Політ через Атлантичний океан» (1983, француженка)
- «В зарослу канаву легко падати» (1986, директор школи)
- «Об'їзд» (1986, мати нареченої)
- «Свічка, яскрава як сонце» (1986)
- «Вікторія» (1988, мати Юханеса)
- «Тапер» (1989, епізод)

Грала у таких українських фільмах:
- «Безвісти зниклий» (1956, Жела; реж. І. Шмарук)
- «Під Золотим орлом» (1957, Норма; реж. М. Афанасьєва)
- «Круті сходи» (1957, Емілія; реж. С. Навроцький)